# Las Vegas Film Critics Society
Las Vegas Film Critics Society é uma prêmiação de criticos feita anualmente em Las Vegas para profissionais da industria do cinema.